# Vega (Raumsonde)
Vega (russisch Вега) war eine sowjetische Forschungsmission mit zwei getrennten Raumsonden zum Planeten Venus und zum Halleyschen Kometen. Der Name spielt mit dem des populären Sterns Wega und ist ein Kürzel aus den jeweils ersten beiden Buchstaben von Венера = Venera = Venus und Галлей = Gallej = Halley. Beide Raumsonden wurden 1984 gestartet und mit einer breiten internationalen Beteiligung sowohl ost- als auch westeuropäischer Staaten realisiert.

## Mission
Nach Abschluss der weitgehend erfolgreichen Venera-Raumsonden führte die Sowjetunion zwischen 1984 und 1986 zwei weitere planetare Raumflüge durch: Vega 1 und Vega 2.
Zwei Muttersonden sollten zunächst an der Venus vorbeifliegen. Dabei sollten jeweils eine Landesonde und ein Freiballon ausgeklinkt werden. Die Landesonde sollte auf der Oberfläche landen, ein Manöver, das die UdSSR zwischen 1970 und 1982 bereits achtmal erfolgreich durchgeführt hatte (vgl. Venera-Mission). Der Ballon stellte etwas Neues dar. Mit Instrumenten behängt, sollte er kreuz und quer durch die Venusatmosphäre getrieben werden, je nachdem, wohin die Winde ihn tragen würden. Die beiden Muttersonden sollten anschließend den Kometen Halley ansteuern und ihn aus der Nähe erkunden.
Die beiden Vega-Sonden waren die ersten und einzigen sowjetischen Sonden, die zwei völlig unterschiedliche Objekte (Venus und Halley) anfliegen sollten. Auch gab es bei dieser Mission eine starke internationale Beteiligung: Neben den Ostblockstaaten DDR, Polen, Tschechoslowakei, Ungarn und Bulgarien waren auch die westeuropäischen Staaten Frankreich, Österreich und die Bundesrepublik Deutschland, letztere erstmals auf einer sowjetischen Sonde, vertreten. Die Sonde hatte zahlreiche technische Neuerungen, wie eine vom Rumpf unabhängige Scanplattform mit der Kamera, oder die erstmals bei einer interplanetaren Sonde eingesetzte CCD-Technik zur Bilderfassung.
Beide Sonden wogen beim Start 4840 kg und wurden mit einer Proton-Rakete vom Kosmodrom Baikonur gestartet. Die Bilder des Starts waren damals die ersten Bilder der Proton-Rakete, die von der Sowjetunion veröffentlicht wurden. Als Folge der internationalen Zusammenarbeit wurden die Starts der Raumsonden erstmals in der Geschichte der UdSSR vorab angekündigt.

## Die Ballons

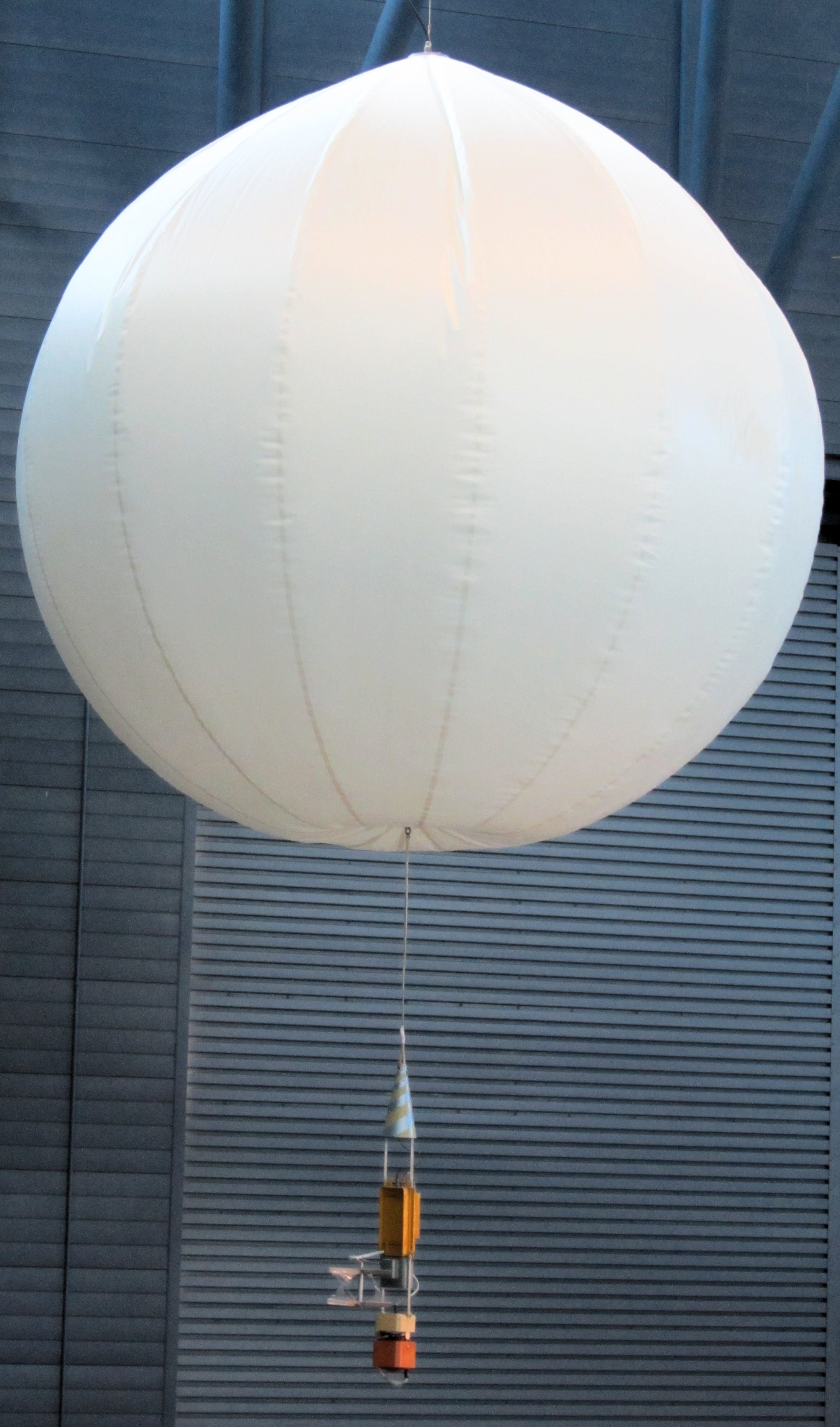
Modell eines Ballons der Vega-Sonden

Die Ballons der Vega-Sonden waren die ersten und bis jetzt einzigen Ballons, die auf einem anderen Himmelskörper zum Einsatz kamen. Sie wurden in Frankreich gefertigt und in einer Höhe von 54 km entfaltet und ausgestoßen. Die Ballons hatten einen Durchmesser von 3,4 m und wogen 25 kg. Ein Ballon trug an einem 12 m langen Seil eine 5 kg schwere Nutzlast mit Sensoren zur Ermittlung von Temperatur, Druck, vertikaler Windgeschwindigkeit, Helligkeit und Sichtbarkeit der Atmosphäre sowie zur Detektion von Blitzen. Die Stromversorgung erfolgte durch Batterien.
Jeder Ballon wurde auf der Nachtseite der Venus ausgesetzt und wurde nur von den Winden der Venusatmosphäre getrieben; sein Weg war daher nicht vorhersehbar. Der Ballon wurde durch ein Netz von zwölf Bodenstationen verfolgt, von denen sich sechs außerhalb der Sowjetunion befanden. Sobald der Ballon auf der Tagseite der Venus ankam, wurde er durch die Sonneneinstrahlung erhitzt und platzte.

## Verlauf

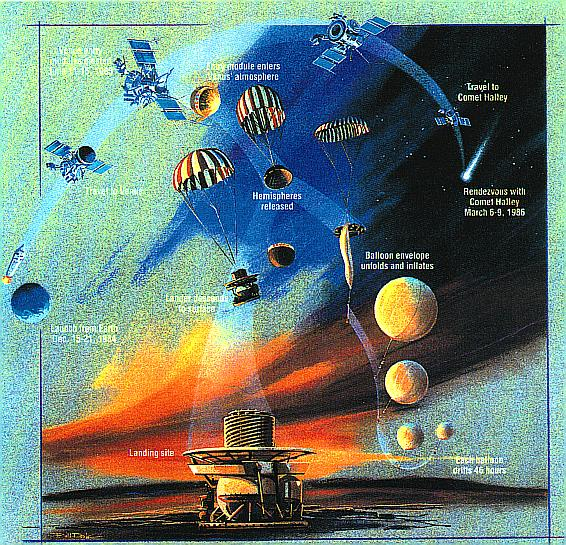
Etappenschema zu den Vega-Missionen

### Vega 1
Vega 1 startete am 15. Dezember 1984 und passierte die Venus am 11. Juni 1985 in 39000 km Entfernung. Gleichzeitig erreichte die zwei Tage zuvor abgetrennte Landesonde erfolgreich die Venusoberfläche und sendete von dort 56 Minuten lang Daten. Der Ballon blieb 46½ Stunden aktiv und legte währenddessen rund 11600 km zurück. Am 6. März 1986 flog Vega 1 in 8890 km Entfernung am Kometen Halley vorbei und übermittelte über 500 Aufnahmen. Danach übermittelte die Sonde noch eine Zeitlang Daten aus ihrem heliozentrischen Orbit, bis der Kontakt am 30. Januar 1987 verloren ging.

### Vega 2
Vega 2 verließ die Erde am 21. Dezember 1984 und erreichte die Venus am 14. Juni 1985. Ihre Landesonde übermittelte 57 Minuten lang Daten von der Oberfläche, während ihr Ballon sogar 60 Stunden lang Signale sendete. Am 9. März 1986 begegnete Vega 2 dem Halleyschen Kometen in einer Entfernung von 8030 Kilometern und übermittelte über 700 Aufnahmen, die wegen der geringeren Staubdichte in der Umgebung der Sonde eine viel bessere Qualität hatten als die von Vega 1. Sie wurde am 24. März 1987 abgeschaltet.

## Ergebnisse

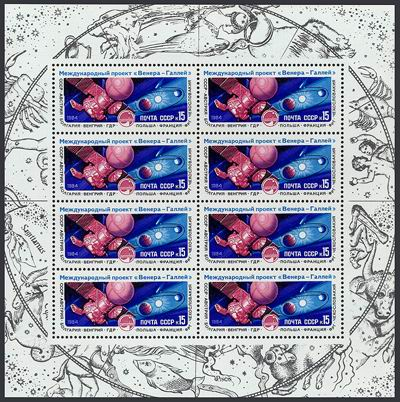
Briefmarken der UdSSR mit Motiv Vega, 1984

Vega 1 und 2 gehörten zu den aufwändigsten Weltraumprojekten der Sowjetunion. Die Venus-Ballons lieferten wichtige neue Ergebnisse und die erfolgreichen Vorbeiflüge am Kometen Halley schufen die Grundlagen für den wenig später erfolgenden Vorbeiflug der europäischen Sonde Giotto am Kometenkern. Mit den beiden Missionen hatten die sowjetischen Ingenieure den hohen Standard ihrer Weltraumtechnik in den 1980er Jahren demonstriert.
Mit Hilfe der Messtechnik der Venus-Ballons konnten die Windgeschwindigkeiten auf der Venus auf 2 km/h genau ermittelt werden: Die Wirbelstürme, die die Ballone vor sich hertrieben, waren bis zu 250 km/h schnell und schleuderten die Ballone vertikal wiederholt mehrere hundert Meter auf- und abwärts. Dass die mittlere Wolkenschicht so stürmisch war wie bei Fernbeobachtungen schon vermutet, konnte damit bestätigt werden, ebenso die Ost-West-Richtung, die auf der Tagseite letztendlich zum Platzen der Ballons durch die Wärmeausdehnung führte. Die Dicke der mittleren Atmosphärenschicht wurde zu 22 km bestimmt, als Hauptbestandteile wurden winzige Tröpfchen konzentrierter Schwefelsäure ermittelt.
Die beiden tonnenschweren Landesonden hatten auf der Nachtseite am Äquator erfolgreich in der Nähe des größten Venus-Kontinents, Aphrodite Terra, weich aufgesetzt. Die von automatisch arbeitenden Bohrern gewonnenen Bodenproben wurden innerhalb der Sonden der Röntgenfluoreszenz-Methode unterworfen und ergaben als Hauptbestandteile Magnesium und Eisen, vergleichbar irdischen Basalten von Lavaströmen. Die Bodentemperatur betrug ca. 460 °C bei etwa 90 bar (90.000 hPa) Druck. Trotzdem arbeiteten die Sonden etwa 20 Minuten lang und übertrugen die Messdaten, bis sie aufgrund der lebens- und auch technikfeindlichen Umgebung funktionsunfähig wurden.
Die europäische Sonde Giotto konnte dank der von den Vega-Sonden übermittelten Daten ihre Anflugbahn so weit verbessern, sodass der Kern des Halleyschen Kometen fotografiert werden konnte.
Ursprünglich sollten die Vega-Sonden der Auftakt zu einer ganzen Reihe von Missionen der Sowjetunion werden. Unbeabsichtigt wurden Vega 1 und 2 stattdessen zu den letzten erfolgreichen planetaren Missionen der Sowjetunion. Zum einen lag dies daran, dass die späteren ambitionierten Projekte Phobos 1 und 2 aus technischen Gründen scheiterten. Zum anderen konnten aufgrund der desolaten wirtschaftlichen Lage Russlands in den 1990er Jahren die Raumfahrteinrichtungen der Sowjetunion aus finanziellen Gründen nicht ohne Verluste übernommen werden. Dies führte unter anderem zum Scheitern der noch in der Sowjetunion geplanten Marsmission Mars 96, die von der russischen Raumfahrtbehörde Roskosmos und der ESA durchgeführt wurde.